# Денацификация

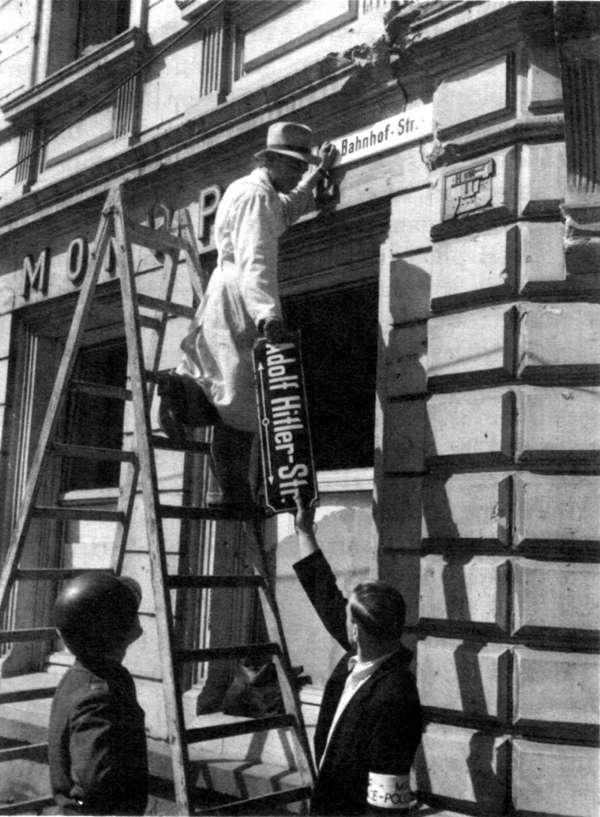
Денацификация улицы Адольфа Гитлера. Трир, 12 мая 1945

Денацифика́ция (нем. Entnazifizierung) — комплекс мероприятий, направленных на очищение послевоенного германского и австрийского общества, культуры, прессы, экономики, образования, юриспруденции и политики от влияния нацистской идеологии. Денацификация проводилась по инициативе союзников по антигитлеровской коалиции после победы над нацистской Германией в соответствии с решениями Потсдамской конференции.
В 1946 году Контрольный совет, совместный орган СССР, США, Великобритании и Франции, созданный для осуществления верховной власти в Германии, принял ряд законов, в которых определил круг лиц, подлежавших денацификации, и утвердил создание специальных судебных органов для рассмотрения их дел.

## Денацификация в Германии

### Правовые основы и акты
Правовая основа денацификации была заложена Законом № 1 Союзнического контрольного совета в Германии (СКС) от 20 сентября 1945 года об отмене нацистских законов и Законом № 2 от 10 октября 1945 года о ликвидации нацистских организаций и объявлении вне закона НСДАП.
Закон Контрольного совета № 4 от 30 октября 1945 года запретил немецким судам рассматривать преступления, совершённые гитлеровцами в отношении граждан стран антигитлеровской коалиции. Такие уголовные дела должны были рассматривать только трибуналы союзников.
20 декабря 1945 года Контрольный совет принял Закон № 10 о наказании лиц, виновных в военных преступлениях, преступлениях против мира и человечности. 12 января 1946 года СКС издал директиву № 24 «Об устранении нацистов и других лиц, враждебных союзным целям, из учреждений и с ответственных постов». 12 октября 1946 года была принята директива № 38 «Арест и наказание военных преступников, национал-социалистов, милитаристов и интернирование, контроль и наблюдение за возможно опасными нацистами». Этот документ устанавливал единый порядок денацификации во всех четырёх зонах оккупации Германии — американской, британской, советской и французской.
Денацификация включала ликвидацию НСДАП, её филиалов и подконтрольных ей организаций, в том числе «дочерних» и «примыкавших»; роспуск всех национал-социалистических учреждений и предотвращение их возрождения; пресечение любой нацистской деятельности и пропаганды; привлечение к суду лиц, виновных в военных преступлениях против мира и человечности, а также активных национал-социалистов; удаление национал-социалистов со всех постов; отмену нацистского законодательства; устранение нацистских доктрин из системы образования, науки, информации и пропаганды.
Согласно директиве № 38 денацификации подлежали:
1. главные нацистские преступники;
2. нацистские преступники;
3. второстепенные нацистские преступники;
4. попутчики (номинальные нацисты).
5. «не сотрудничавшие с нацистами, антифашисты» объявлялись невиновными.

Наказание зависело от степени виновности.
Директива предусматривала, что
- главные преступники (помимо обвиняемых в конкретных военных преступлениях) могут быть заключены в тюрьму или интернированы на срок до 10 лет с конфискацией имущества и последующим ограничением в правах;
- преступники также могут быть заключены в тюрьму или интернированы на срок до 10 лет с конфискацией имущества и последующим ограничением в правах;
- второстепенным преступникам может быть дан испытательный срок по меньшей мере на два года, но, как правило, не более трёх лет, в течение которого они ограничиваются в правах;
- от попутчиков может быть потребована периодическая явка в полицию по месту жительства, им не будет дозволено покидать оккупационную зону или Германию без разрешения, им может быть приказан выход в отставку или перевод на низшую должность или работу, им можно приказать выплатить единовременно или повторно взнос в счет репараций, они не могут выставляться кандидатами на выборах в любую инстанцию, но могут голосовать.

Директива также предусматривала, что «лица, которые, несмотря на свое формальное членство или кандидатство или какие-либо другие внешние признаки, не только занимали пассивную позицию, но и активно сопротивлялись национал-социалистической тирании по мере своих сил, терпя вследствие этого невыгоды», считаются реабилитированными и к ним не может быть применено никаких санкций.
Уголовное преследование нацистов включало два периода. В первый период их судили трибуналы союзников. По подсчётам немецкого историка А. Вайнке, в 1945—1949 годах перед трибуналами союзников предстали около 10 тыс. гитлеровцев.
Во второй период дела обвиненных в преступлениях стали рассматривать немецкие суды, которым союзники передали это право. С 1946 года военная администрация советской зоны оккупации разрешила немецким судам рассматривать дела о преступлениях, которых совершили немцы против граждан иных стран. В американской оккупационной зоне в 1948 году немецкие суды получили следующие полномочия рассматривать преступления, совершённые в отношении евреев Восточной Европы, а также иностранных рабочих, угнанных в нацистскую Германию. В 1949 году также были расширены полномочия немецких судов в британской зоне.
В американской зоне оккупации дела обвиняемых в военных преступлениях рассматривали суды присяжных. Закон № 104 «Об освобождении от национал-социализма и милитаризма» (вступил в силу 5 марта 1946 года) предусматривал создание судов присяжных (в состав суда входили 3—5 немецких граждан в возрасте не моложе 30 лет).
К 1949 году в Западной Германии сложилась практика рассмотрения нацистских преступлений только в рамках немецкого законодательства. Немецкие судьи руководствовались положениями Уголовного кодекса Германии, принятого ещё в 1871 году. В нём отсутствовали такие составы, как преступления против мира, человечности, геноцид. Исходя из этого, организованные государством, бюрократически спланированные массовые уничтожения людей могли рассматриваться лишь как отдельно взятые, не связанные между собой случаи убийств.

### Статистика
В трёх западных оккупационных зонах насчитывалось около 182 тыс. интернированных, из них около 86 тыс. были освобождены из денацификационных лагерей к 1 января 1947 года. До 1947 года в заключении находились:
- в британской зоне 64 500 человек (освобождены 34 000 = 53 %)
- в американской зоне 95 250 (освобождены 44 244 = 46 %)
- в советской зоне 67 179 (освобождены 8 214 = 12 %)
- во французской зоне 18 963 (освобождены 8 040 = 42 %)

В западных зонах было вынесено 5025 обвинительных приговоров. Из них 806 человек были приговорены к смертной казни, 486 приговоров были приведены в исполнение.
В трёх западных зонах к 31 декабря 1949 года в отношении 2,5 млн немцев, чьи дела рассматривались судебными палатами, были вынесены следующие приговоры:
- 54 % попутчики,
- в 34,6 % случаев дело прекращено,
- 0,6 % признаны противниками национал-социализма,
- 1,4 % главные виновные и виновные.

Многие из попутчиков, которые были глубоко вовлечены в нацистское прошлое, после 1949 года смогли беспрепятственно сделать карьеру в ФРГ. До 1965 года число бывших членов НСДАП среди депутатов бундестага достигало 25 %.

### Оккупационная зона США
В американской оккупационной зоне для проведения денацификации использовался опросник. Он состоял из 131 вопроса, на которые необходимо было дать правдивые ответы. Центральное значение имели 54 вопроса о членстве во всех национал-социалистических организациях. Уже в декабре 1945 года американское военное правительство получило 900 тыс. заполненных анкет, что привело к увольнению 140 тыс. человек.
Будущий президент США Дуайт Д. Эйзенхауэр, главнокомандующий американскими войсками в Германии в 1945 году, оценил время, необходимое для денацификации и перевоспитания в духе демократических идеалов, примерно в 50 лет упорного труда. Генерал армии США Люсиус Д. Клей, военный губернатор американского правительства в Германии с 1947 по 1949 год, утверждал, что оккупация должна сохраняться, по крайней мере, в течение поколения, чтобы достичь заявленных целей.
5 марта 1946 года Совет земель американской зоны оккупации подписал в мюнхенской ратуше Закон об освобождении от национал-социализма и милитаризма (Закон об освобождении). Этим законом ответственность за денацификацию, а, следовательно, и за лагеря для интернированных, также известные как лагеря денацификации, в которых содержались подозреваемые военные преступники, нацистские чиновники и члены СС, была передана немецким властям Баварии, Большого Гессена и Вюртемберг-Бадена.
Для оценки ответственности и инициирования мер искупления в статье 4 Закона об освобождении были определены следующие группы лиц:
1. главные виновные
2. виновные (активисты, милитаристы и извлекатели выгоды)
3. незначительно виновные
4. попутчики
5. невиновные

Директивой Контрольного совета от 12 октября 1946 года № 38 эти пять категорий стали общеобязательными для четырёх оккупационных зон.
13 мая 1946 года с разрешения военного правительства США первые немецкие судебные палаты в составе присяжных заседателей приступили к своей деятельности по реализации Закона об освобождении. Под американским военным надзором 545 региональных судебных палат по денацификации рассмотрели более 950 тыс. дел в индивидуальном порядке. В отдельных случаях американское военное правительство имело право корректировать немецкие решения.
Среди немецких политиков большим приверженцем этой задачи был «министр денацификации» Вюртемберг-Бадена (официально министр политического освобождения) Готтлоб Камм. В Баварии было создано Государственное министерство специальных задач.
Например, в октябре 1946 года в Мюнхене был денацифицирован бывший член партии комик Вайс Фердль. Его классифицировали как попутчика и наложили на него штраф в размере 2 тыс. рейхсмарок. В своё оправдание он смог доказать, что уже в 1935 году вступал в конфликт с национал-социалистическими властями и получил от них предупреждение, а также что министр пропаганды Йозеф Геббельс лично потребовал от него прекратить «глупые шутки» в адрес партии. Он никогда не приветствовал людей словами «Хайль Гитлер».
Среди немецкого населения денацификация, как она проводилась в американской зоне оккупации, не находила понимания. Кроме того, жёсткая денацификация привела к нехватке кадров в администрации, а возможности лагерей для интернированных были быстро исчерпаны. Это привело к изменению курса при денацификации. Действия стали менее строгими, а категории виновных или попутчиков стали более расплывчатыми.
Начиная с 1947 года военное правительство США провозгласило новую политику перевоспитания с целью интеграции ещё не созданного свободного немецкого государства в качестве союзника Запада. В течение 1948 года интерес американских властей к последовательной денацификации заметно ослабел по мере обострения холодной войны с Восточным блоком. В результате были проведены суммарные судебные процессы, в ходе которых некоторым лицам с национал-социалистическим прошлым удалось избежать наказания.

### Британская зона оккупации
Британцы действовали более умеренно, чем американцы. Денацификация здесь имела место лишь в очень ограниченной степени и была направлена главным образом на быструю смену элит.
Здесь также были особые исключения. Например, генеральный директор немецкого концерна Гюнтер Квандт избежал обвинения в Нюрнберге, так как британцы не передали необходимые документы американским властям, расследующим это дело. Хотя Квандт явно эксплуатировал узников концлагерей на своих заводах по производству вооружений (Afa, теперь VARTA в Ганновере и двух других компаниях в Берлине и Вене), его классифицировали только как «попутчика». Уже в 1946 году он снова получил выгодные контракты — от британской армии.
Британцы работали по системе шкалы от 1 до 5. Категориями от 3 до 5 (более лёгкие дела) занимались немецкие комитеты по денацификации (суды), которые были сформированы в 1946 году из членов местных демократических партий, таких как СДПГ. Решения этих комитетов принимались в целом, так как категории 1 и 2 (серьёзные дела) в этих комиссиях всё равно не рассматривались. Для суда над членами преступных нацистских организаций, таких как СС, Ваффен-СС и СД, были созданы немецкие трибуналы. Более 1200 немецких судей, прокуроров и помощников провели в британской зоне оккупации в общей сложности 24 200 судебных разбирательств.
Если бы все члены национал-социалистических организаций, преступный характер которых был определён международным военным трибуналом в Нюрнберге, были последовательно привлечены к ответственности, по американским оценкам, пришлось бы провести около 5 млн судебных процессов.
Британское постановление предусматривало, что судьи и народные заседатели не могли быть членами НСДАП или одной из её организаций. Причиной этого было то, что около 90 % членов немецкой правовой системы, включая юристов, состояли в Национал-социалистическом союзе юристов, членство в котором было добровольным. Три четверти обвиняемых были осуждены, как правило, на срок, не превышавший срок предварительного заключения. Лишь 3,7 % обвиняемых пришлось отсидеть дополнительные месяцы в Эстервегене, а 4,5 % заплатить ещё и денежный штраф.

### Оккупационная зона СССР

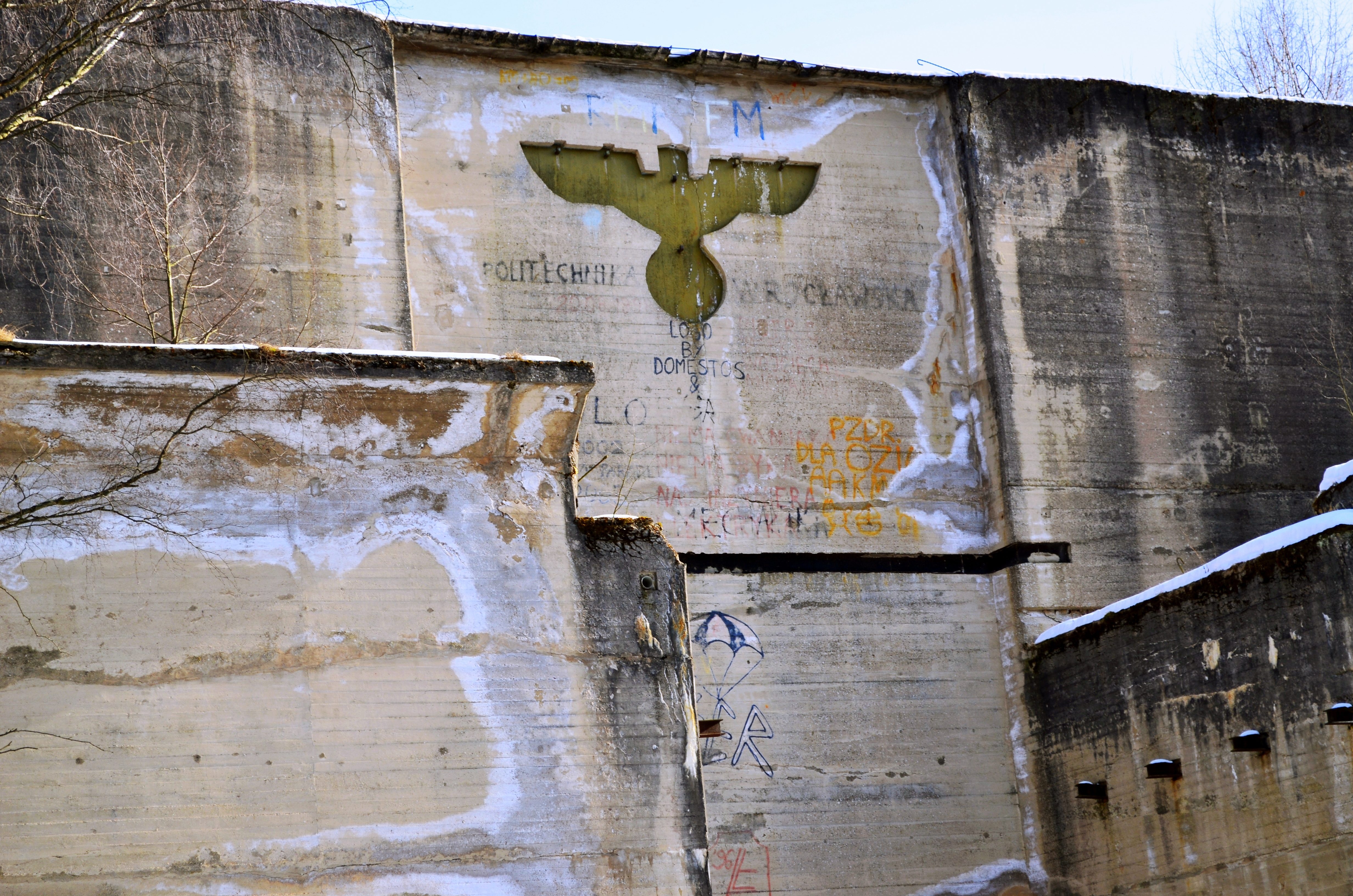
Денацифицированный шлюз № 10 Мазурского канала c нишей для нацистского орла

Денацификация в советской зоне оккупации была связана с коренной коммунистической перестройкой и проводилась быстро и последовательно. В некоторых случаях можно было воспользоваться предварительной работой американской военной администрации, например, в Тюрингии и Саксонии, где армия США оказалась раньше Красной армии.
Должностные лица НСДАП и её организаций были отстранены от служебных обязанностей, а некоторые из них интернированы в специальные лагеря. Общий надзор за денацификацией в советской зоне оккупации осуществлялся непосредственно НКВД. Это также послужило предлогом для исключения критиков нового режима, включая социал-демократов. С 1948 года спецлагеря находились в ведении ГУЛАГа министерства внутренних дел СССР.
Чтобы эффективно использовать денацификацию для «политической чистки» от людей, критиковавших социализм, состав комиссии по денацификации подбирался соответствующим образом. В неё обычно входили по одному члену ХДС и ЛДПГ, по два представителя СЕПГ и по три представителя массовых организаций, которые также были членами СЕПГ.
Бывшие национал-социалистические функционеры быстро поняли, что в западных оккупационных зонах им нечего бояться. Многие видели свой единственный шанс в том, чтобы предложить услуги Западу, выдвигая антикоммунистические аргументы, что на Востоке, естественно, было невозможно. Должностные лица в советской зоне оккупации, как правило, подверглись прямым преследованиям со стороны национал-социалистического режима и поэтому считали простое членство в НСДАП преступлением.
В лагерях советской зоны оккупации, находившихся исключительно под советским контролем, были плохие условия содержания, в результате чего, по советским данным, умерли не менее 42 800 человек, а по другим — до 80 тыс. человек.
После официального прекращения денацификации, объявленного маршалом Соколовским 27 февраля 1948 года, Политбюро ЦК ВКП(б) последовало рекомендации проверочной комиссии от 30 июня 1948 года и распорядилось освободить 27 749 заключённых без приговора. С освобождённых взяли обязательство хранить в тайне свои лагерные впечатления. За исключением Баутцена, Заксенхаузена и Бухенвальда, все спецлагеря были закрыты. После этого в заключении оставались 16 093 осуждённых и 13 539 интернированных. В январе 1950 года все они были переданы властям ГДР для продолжения отбывания наказания или для предания суду (Вальдхаймовские процессы).
Пропаганда СЕПГ изображала ГДР как единственное антифашистское государство, обвиняя ФРГ в преемственности при укомплектовании штатов. Эти обвинения отчасти были оправданы, поскольку на Западе уже в начале 1950-х годов стали подвергать забвению двенадцатилетнюю диктатуру, а право на высокий пост иногда ставилось под сомнение, если кандидат ранее не был членом НСДАП. На Западе, в свою очередь, отмечали, что на Востоке также ошибочно выдвигали обвинения в нацизме против явных противников национал-социализма, таких как Конрад Аденауэр, и преследуемых режимом, таких как Курт Шумахер.
На практике руководство СЕПГ также не могло обойтись без людей с национал-социалистическим прошлым, тем более что дисциплина, надежность, организаторские способности, ораторский талант или послушание были в ГДР важными добродетелями. В период с 1946 по 1989 год из 263 первых и вторых районных и окружных секретарей СЕПГ, родившихся до 1927 года включительно, в районах Гера, Эрфурт и Зуль, почти 14 % были бывшими членами НСДАП, то есть значительно больше, чем 8,6 % всех членов НСДАП, согласно данным СЕПГ 1954 года. Тема нацистского прошлого чиновников в ГДР по большей части замалчивалась или в некоторых случаях объявлялась ошибкой молодости. Поскольку она рассматривалось в первую очередь как проблема ФРГ, вопрос возможной вины или ответственности мало кого интересовал.

### Французская зона оккупации
Поскольку французские оккупационные войска, состоявшие из частей Свободных французских сил, входили в состав 6-й американской группы армий, американские директивы формально распространялись и на французскую военную администрацию. Однако вопрос, как поступать с бывшими чиновниками и сотрудниками национал-социалистического режима, вызывал споры, как и в самой Франции: «В целом можно сказать, что […] французы действовали менее жестко и вместо того чтобы пытаться разоблачить последнего мыслимого нарушителя, больше сосредоточились на „самых страшных делах“». Любой, кто родился после 1 января 1919 года и не занимал должность национал-социалистического характера, был автоматически реабилитирован. С июля 1948 года Постановление № 165 классифицировало всех «рядовых» членов партии как попутчиков. По мнению Клауса Бёллинга, французы воздерживались от систематической денацификации, «поскольку считали, что эта попытка в любом случае безнадежна».
Кристиан Мергенталер, премьер-министр Вюртемберга до 1945 года, и более 800 других бывших функционеров НСДАП были интернированы французскими оккупационными властями в лагере недалеко от Балингена и использованы на принудительных работах на сланцевых предприятиях и цементных заводах. К январю 1949 года эти интернированные после трибунала были освобождены в основном как «незначительно виновные». Много вопросов вызывала классификация известных промышленников из Фридрихсхафена: несмотря на протесты социалистов и профсоюзных деятелей, бывшие руководители военной промышленности, такие как Клод Дорнье, Карл Майбах и Хуго Эккенер, оставались практически без наказания, поскольку они поставляли вооружение во Францию.

### Государственная служба
Увольнение членов НСДАП с государственной службы в административных районах советской зоны оккупации осуществлялось по-разному. В некоторых районах были уволены только высшие чины, а в других — все номинальные члены партии. В то время как в западных зонах оккупации на более высокие должности, как правило, назначались опытные политики и эксперты из спектра демократических партий Веймарской республики, в советской зоне оккупации предпочтение отдавалось членам КПГ/СЕПГ. Тем не менее вызванная войной нехватка кадров в советской зоне оккупации также привела к прагматичной политике реабилитации. В августе 1947 года из 828 300 статистически зарегистрированных членов НСДАП только 1,6 % были безработными. Однако членам НСДАП в советской зоне оккупации, как правило, не разрешалось возвращаться в школу, полицейский и судебный аппарат и внутреннюю администрацию, тогда как это разрешалось в западных зонах, где тем самым возникла кадровая преемственность весьма сомнительного характера.
В Западной Германии взаимосплетение государственных функций и институтов с партийными структурами после 1945 года привела к тому, что бывшие члены СС могли выполнять прежние государственные функции в других учреждениях. К ним относятся судьи, прокуроры, полицейские, врачи, учителя, офицеры, государственные служащие и т. д. Их профессиональные знания были настолько важны для развития ФРГ, что их деятельность в период национал-социализма сознательно игнорировалась. Вернувшись в строй, они выдавали друг другу оправдательные характеристики, заставляли исчезнуть компрометирующие документы и использовали закон в свою пользу. Зараженная и пропитанная идеологией и моралью, которые господствовали в период с 1933 по 1945 год, эта элита существенно повлияла на последующие поколения.

### Завершение денацификации
Закон, регулирующий правоотношения лиц, подпадающих под действие статьи 131 Основного закона, был принят 1-м бундестагом 10 апреля 1951 года лишь при двух воздержавшихся и обнародован 13 мая 1951 года. Этот закон, вступивший в силу задним числом 1 апреля, иногда называют «Заключительным актом о денацификации» или «Актом 131». За исключением групп 1 (главные виновные) и 2 (виновные), он обеспечил возвращение остальных категорий на государственную службу. В качестве своего рода моральной компенсации бундестаг единогласно принял «Закон, регулирующий возмещение национал-социалистической несправедливости в отношении государственных служащих» несколькими днями ранее и объявил о нём за день до принятия закона о завершении денацификации.
Подобные законы также были приняты на уровне федеральных земель. Например, в земле Шлезвиг-Гольштейн сначала был принят «Закон о продолжении и завершении денацификации» от 15 февраля 1948 года, который был одобрен подавляющим большинством всех партий, а затем скандальный «Закон о прекращении денацификации» от 14 марта 1951 года, который, среди прочего, давал возможность бывшим нацистским чиновникам вернуться на высшие посты в политике и администрации. Возвращение на государственные должности лиц с национал-социалистическим прошлым стали называть «ренацификацей». Это определение часто использовал министр внутренних дел Пауль Пагель (ХДС), единственный член кабинета министров без нацистского прошлого в правительстве Вальтера Бартрама.
Таким образом, на федеральном уровне и в большинстве федеральных земель денацификация завершилась, что большинство населения приняло без возражений.
Исключение составляла берлинская процедура искупления, которая была в первую очередь нацелена на активы признанных тяжело виновными национал-социалистов. Заключительный акт о денацификации от 14 июня 1951 года предусматривал, что в будущем не следует начинать процедуры денацификации, и отменял ещё существующие положения оккупационного закона о денацификации. Однако в Западном Берлине были созданы судебная комиссия и апелляционная палата, которые не только должны были продолжать ожидающие разбирательства судебных комитетов по денацификации и ревизионных комиссий против главных виновных, но также могли инициировать новое разбирательство по искуплению вины или повторное судебное разбирательство в том числе в отношении умерших или пропавших без вести лиц. С принятием второго Заключительного акта о денацификации от 20 декабря 1955 года управление сената внутренних дел стало органом, инициирующим новые и повторные судебные процессы. Через 10 лет после завершения национал-социалистического господства меры искупления в отношении попутчиков или менее обремененных виной сторонников режима подлежали прекращению, «с другой стороны, должна быть открыта возможность справедливого наказания тех главных виновных, которые часто знали, как избежать преследования».
Вдова Германа Геринга должна была выплатить денежный штраф в размере 756 тыс. немецких марок из имущества. В деле против Йозефа Геббельса на его берлинские активы был наложен штраф в 110 тыс. немецких марок, тогда как в случае с Генрихом Гиммлером он составил всего 1 220 немецких марок.
После отмены срока давности за преступления, предусмотренные статьей 211 Уголовного кодекса (убийство), с принятием 16-го Закона о внесении изменений в Уголовный кодекс от 16 июля 1979 года (ч. 2 ст. 78 Уголовного кодекса в новой редакции), уголовное преследование национал-социалистических преступников по-прежнему возможно.

## Денацификация в Австрии
В директиве советской Ставки Верховного Главнокомандования за подписью Сталина № 11055 от 2 апреля 1945 года войскам 2-го и 3-го Украинских фронтов, освобождавших Австрию, приказывалось опровергать слухи о том, что Красная армия уничтожает всех членов национал-социалистической партии, разъяснять, что эта партия подлежит упразднению, а рядовые члены не будут тронуты, если они проявят лояльность по отношению к советским властям. В населенных пунктах предписывалось назначить военных комендантов, которые бы утверждали временных бургомистров и старост из местного австрийского населения.
10 апреля 1945 года командующий 3-м Украинским фронтом Красной Армии Ф. И. Толбухин выпустил обращение «К населению Австрии» с соответствующими разъяснениями и предложением вылавливать гитлеровских агентов, провокаторов и диверсантов.
В дальнейшем советские военные коменданты в освобожденных населенных пунктах издавали типовые приказы о недействительности всех законов, которые были установлены после 13 марта 1938 года, и роспуске НСДАП и близких к ней организаций. Населению предписывалось сдать в комендатуру все имеющиеся оружие и боеприпасы, а также указать места, где они хранятся. Такие меры были оправданы, так как даже после полного разгрома вермахта на территории Австрии отдельные нацисты довольно длительное время совершали террористические вылазки и акты саботажа.
8 мая 1945 года австрийское правительство Карла Реннера запретило НСДАП и её организации и обязало всех членов НСДАП зарегистрироваться в органах местного самоуправления. Регистрацию прошли более 500 тыс. бывших членов НСДАП, которые были лишены некоторых гражданских прав. Более 100 тыс. нацистов были уволены с руководящих постов. Особые суды вынесли приговоры в отношении 13 тыс. человек, виновных в военных преступлениях, но наказали нестрого — из этого числа только 43 человека приговорили к смертной казни. Вскоре почти всех бывших австрийских нацистов амнистировали. В апреле 1948 года закон об амнистии рядовым нацистам восстановил в правах 482 тыс. членов запрещённой НСДАП. Вновь наказание нацистов было прописано в Государственном договоре о восстановлении независимой и демократической Австрии от 15 мая 1955 года, статья № 12 которого запретила служить в Вооружённых силах Австрии бывшим членам НСДАП. В 1988 году на основании программной близости к нацизму была распущена судебным решением Национал-демократическая партия.

## «Денацификация» как цель вторжения России на Украину
24 февраля 2022 года президент России Владимир Путин в своем обращении о начале вторжения России на Украину назвал в качестве цели «демилитаризацию и денацификацию» Украины. В первые месяцы военных действий российская пропаганда постоянно представляла вторжение на Украину как «денацификацию», позднее от использования этого термина отказались. Представление об Украине как о неонацистском государстве было отвергнуто историками и политическими наблюдателями как не соответствующее действительности.
В начале мая 2022 года издание «Проект» сообщило, что Кремль решил сократить использование в СМИ термина «денацификация» — одного из ключевых слов, объясняющих вторжение России на Украину. Утверждается, что о планах Путина знала лишь узкая группа людей, поэтому у политтехнологов не было времени расшифровать основные мотивы вторжения и понять, насколько они нашли отклик у аудитории. Несмотря на постоянное использование в СМИ, содержание термина «денацификация» оставалось для россиян загадкой.
Исследователи отмечают, что акцент на денацификации является инструментом пропаганды для потребления внутри РФ и для делегитимизации правительства Украины. Риторика денацификации — не слишком удачная попытка «замутить» международное правовое поле вокруг агрессии РФ. Путин, провозгласив денацификацию целью вторжения в Украину, фактически признал целью вторжения силовую смену режима в Украине. Риторика денацификации в конце концов ударила по самому Путину — западные СМИ сравнивают его с Гитлером.